# De Indië Monologen
De Indië Monologen is een theaterproductie met wisselende combinaties van gasten en Nederlands-Indië als centraal thema. De première van het stuk vond plaats op 8 oktober 2018 in de Koninklijke Schouwburg te Den Haag.
Zeventig jaar nadat de onafhankelijkheid van Indonesië door Nederland erkend werd, stond de koloniale geschiedenis in hoge mate in de belangstelling. Twee miljoen Nederlanders hebben een Indische achtergrond. Tegen deze achtergrond moet De Indië Monologen worden gezien. De voorstelling geeft een beeld van hoe de koloniale geschiedenis in Nederland en het leven van Indische Nederlanders doorwerkt. Een ander thema is hoe de Indische Nederlanders zich tot deze geschiedenis willen verhouden.
Elke editie van De Indië Monologen presenteert een gezelschap van bekende Nederlandse schrijvers, musici, acteurs en prominenten uit de wereld van de media, journalistiek en politiek – allen met een Indische achtergrond of sterke betrokkenheid bij de geschiedenis van Nederlands-Indië. De regie is in handen van Bo Tarenskeen.
Onder meer de volgende personen deden mee aan een of meer edities van De Indië Monologen: Adriaan van Dis, Anneloes Timmerije, Bodil de la Parra, Ellen Deckwitz, Eric Schneider, Ernst Jansz, Gepke Witteveen, Henk Mak van Dijk, Herman Keppy, Kester Freriks, Marion Bloem, Martin Schwab, Mei Li Vos, Onno Sinke, Reggie Baay, Ricci Scheldwacht, Ronald Douglas, Roy Grunewald, Sarah Sluimer, Theodor Holman, Thom Hoffman, Wieteke van Dort, Willem Nijholt, Xavier Boot en Yvonne Keuls. De muziek in De Indië Monologen wordt verzorgd door Astrid Seriese en gitarist Erwin van Ligten.
De Indië Monologen laat verschillende visies op Nederlands-Indië zien en geeft ruimte aan zowel de heimwee als het kritisch discours.